# Побирохин, Илларион
Илларион (Ларион) Побирохин (17??—1791) — один из видных деятелей и идеолог духоборского верования.

## Биография
Родился в селе Горелое Тамбовской губернии. Некоторыми исследователями высказывается мысль, что Побирохин был беглым поляком по имени Семен, появившийся в селе в 1733 году; другими, что Семен просто жил в доме Иллариона. Побирохин был обеспеченным купцом, торгуя шерстью: «слывший в народе за большого начетника, человека с сильным характером, гордый, тщеславный…».

Иларион Побирохин был человек богатый, оптовый торговец шерстию, на широкую руку вел торговые обороты в уездах соседних губерний, следовательно человек бывалый, много видевший и слышавший. Он, как и до сих пор еще сохранилась о нем память в тамбовской губернии, был человек низенького роста, характера увлекающегося, обладал даром слова и силою убеждения. Среди народа он известен был как большой начетник, любивший рассуждать преимущественно о делах веры. Раз, возвратившись из своих торговых поездок, он, вместе с деньгами привез и новые религиозные понятия духоборческие.

Благодаря своим торговым связям, смог распространить верования духоборов в Мордовию, Воронежскую и Курскую губернии, а также отдельную общину на реке Молочной. В 1763 году Побирохин был арестован и сослан в Тамбовскую Консисторию, по причине «о нехождении ими в церковь и уклонении от исполнения христианских обязанностей». Он стал первым, осуждённым в Российской Империи за так называемое «духовное сектантство».
С 1775 по 1790 год (по другим данным с 1755 по 1775) являлся лидером духоборов. Смог объединить верования разнообразных православных сект в одну, продолжив дело Силуана Колесникова. Первым предложил концепцию животной книги, фактически отказавшись от напечатанной религиозной литературы, включая Библию: «Спасение идет от Духа, а не по книге печатной». Впоследствии это решение привело к расколу у духоборов, часть из которых ушло от них, став молоканами (лидером среди них был Семён Уклеин, бывший мужем дочери Побирохина).
Илларион стал первым, объявившим себя духовным Мессией и сыном Божьим, более того, он выбрал себе 12 апостолов, как у Христа из Назарета. Сам Побирохин называл их архангелами, чуть позже он избрал «12 смертоносных архангелов», для преследования инакомыслящих духоборов. Дошло до того, что он вместе с подвижниками пришёл в Тамбов со словами, что он «пришёл судить Вселенную». Все эти действия были отрицательно восприняты большинством духоборов.
Вместе с духоборством, также писал пророчества. В частности, он говорил о распаде страны в её тогдашнем виде. За это, за выступление в Тамбове, а также поддавшись давлению Русской православной церкви Илларион был отправлен в ссылку в Сибирь в 1790 году. Там, спустя год, он скончался. Место лидера духоборов занял его сын, Савелий Капустин.